# 無量寺 (世田谷区)
無量寺（むりょうじ）は、東京都世田谷区用賀四丁目にある浄土宗の寺院。

## 歴史
創建年代は、不詳なものの開山の光運社明誉寿広が文禄3年(1594年)に没しているのでそれまでには創建されたものと言われている。
当寺院は江戸・芝にある西応寺の末寺である。
開山当初は大規模な寺院ではなかったが、江戸時代の天明の頃、当地の住人が品川の沖で漁師の網にあげられたといわれている十一面観音像を、譲りうけて自宅で祀っていたものを無量寺に安置するようになってから、その観音像が「用賀の観音様」として多くの人が訪れるようになった。
観音像は12年に一回午の年に公開される。
戦前までは当寺院において「お十夜」と呼ばれる観音像に因む行事が行われており、それに伴った信者たちによるレクリエーションなども行われ、大変な賑わいだったと言われている。
この他に境内には樹齢200年近くの銀杏の木がある。

## 主な施設
- 本堂
- 観音堂-1830年頃の創建と言われている。[4]

## アクセス
- 東急田園都市線・用賀駅より徒歩約5分
- 拝観は無料。日中の時間帯のみ受け付け。
- 駐車施設:あり